# Operacja w Amarze
Operacja w Amarze (14 czerwca 2008 – 18 czerwca 2008) – działania sił irackich przeciwko szyickich bojówkarzy w Amarze.
Irackie siły rządowe wkroczyły 14 czerwca 2008 do miasta Amara na południu Iraku stanowiącego twierdzę szyickich ugrupowań zbrojnych, by przywrócić kontrolę rządu nad obszarami i kontrolowanymi przez szyickie milicje bądź sunnickich powstańców.Premier Iraku Nuri Kamil al-Maliki wystąpił w telewizji z ostatnim ostrzeżeniem wobec zbrojnych ugrupowań i wezwał je do poddania. W oświadczeniu premiera, odczytanym wieczorem w telewizji Al-Irakija, Maliki zwraca się w ultymatywnym tonie do „kryminalistów i ludzi wyjętych spod prawa”, dając im „ostatnią szansę” do poddania się w najbliższych czterech dniach i złożenia ciężkiej i średniej broni oraz bomb i materiałów wybuchowych.
Licząca ok. 250 tys. mieszkańców Amara, będąca stolicą prowincji Maysan, położona jest o ok. 300 km na południowy wschód od Bagdadu.

## Charakter operacji
Jak donoszą naoczni świadkowie z Amary, na jej głównych ulicach pojawiły się czołgi i patrole sił bezpieczeństwa, a w kluczowych punktach miasta rozmieszczone zostały punkty kontrolne. Latające nad miastem śmigłowce zrzucają ulotki wzywające mieszkańców do pozostania w domach i nie mieszania się do działań sił bezpieczeństwa.
Miasto jest twierdzą antyamerykańskich ugrupowań podporządkowanych szyickiemu przywódcy Muktadzie as-Sadrowi, który 10 maja 2008, po ofensywie sił rządowych i amerykańskich przeciwko jego oddziałom nazywanym „Armią Mahdiego”, zgodził się na zawieszenie broni, nie zawsze jednak później przestrzegane.
„Decyzja o przeprowadzeniu operacji zapadła, ale nie została jeszcze wyznaczona godzina zero” – powiedział Reuterowi Adel al- Muhudir, gubernator prowincji Maysan.
Operację w Amarze podjęto w chwili, gdy rząd iracki prowadzi rokowania z Waszyngtonem w sprawie nowego traktatu bezpieczeństwa, regulującego m.in. kwestie statusu i roli sił amerykańskich po 31 grudnia, to jest po wygaśnięciu mandatu ONZ.